# Línea 12 (Bus Castellón)
La línea 12 del Transport Urbà de Castelló (TUCS) une la Comisaría de Policía con la Universidad Jaime I.

## Descripción
La línea 12 tiene su parada de inicio en la Comisaría de Policía, y realiza su recorrido de este a oeste, circulando por Godofredo Buenosaires, plaza del Pais Valencià, Ronda Mijares, Paseo Ribalta, Avda. Barcelona, Avda. Alcora, Avda. Sos Baynat, hasta finalizar su trayecto en la Universidad Jaime I (UJI). En el recorrido de vuelta, circula por Avda. Sos Baynat, Avda. Alcora, Avda. Dr. Clará, República Argentina, Avda. Burriana, Avda. Chatellerault, hasta finalizar de nuevo en la Comisaría de Policía. Si la UJI se encuentra cerrada, la línea 12 terminará y comenzará en las afueras de la universidad, como la línea 11.

### Frecuencias
| Salida desde COMISARÍA DE POLICÍA            | Salida desde COMISARÍA DE POLICÍA         | Salida desde COMISARÍA DE POLICÍA |
| Mes                                          | Horario                                   | Frecuencia                        |
| -------------------------------------------- | ----------------------------------------- | --------------------------------- |
| De enero a junio y de septiembre a diciembre | Lunes a viernes: 07:30 a 22:10            | 20'                               |
| Julio y agosto                               | Lunes a viernes: 07:30 a 21:00            | 30'                               |
| Todo el año                                  | Sábado, domingo y festivos: 07:00 a 21:00 | 60'                               |
| Salida desde la UNIVERSIDAD JAIME I          |                                           |                                   |
| Mes                                          | Horario                                   | Frecuencia                        |
| De enero a junio y de septiembre a diciembre | Lunes a viernes: 08:05 a 22:25            | 20'                               |
| Julio y agosto                               | Lunes a viernes: 08:05 a 21:35            | 30'                               |
| Todo el año                                  | Sábado, domingo y festivos: 07:35 a 21:35 | 60'                               |

## Recorrido
| Dirección UJI                  | Dirección UJI                                     | Dirección UJI |
| N.º                            | Parada                                            | Enlaces       |
| ------------------------------ | ------------------------------------------------- | ------------- |
|                                | COMISARÍA DE POLICÍA                              |               |
|                                | C/ Río Nalón, 2                                   |               |
|                                | C/ Godofredo Buenosaires (Cruz Roja)              |               |
|                                | C/ Godofredo Buenosaires (Parque Geólogo G. Royo) |               |
|                                | Plaza País Valenciano                             |               |
|                                | Ronda Mijares, 87                                 |               |
|                                | Ronda Mijares, 35                                 |               |
|                                | Paseo Ribalta, 20                                 |               |
|                                | Avda. Barcelona (Centro Comercial)                |               |
|                                | Avda. Alcora (C/ Useras)                          |               |
|                                | Avda. Alcora (Mas Blau)                           |               |
|                                | Avda. Alcora (Cuadra La Salera)                   |               |
|                                | Avda. Alcora (Cuadra Saboner)                     |               |
|                                | Avda. Alcora (Cuadra Els Cubs)                    |               |
|                                | Avda. V. Sos Baynat                               |               |
|                                | UJI (DAVANT CAMPUS) AV. SOS BAYNAT                |               |
|                                | UJI                                               |               |
| Dirección COMISARÍA DE POLICÍA |                                                   |               |
| N.º                            | Parada                                            | Enlaces       |
|                                | UJI                                               |               |
|                                | UJI (DAVANT CAMPUS) AV. SOS BAYNAT                |               |
|                                | Avda. V. Sos Baynat                               |               |
|                                | Avda. Alcora (Cuadra Els Cubs)                    |               |
|                                | Avda. Alcora (Cuadra Saboner)                     |               |
|                                | Avda. Alcora (Cuadra La Salera)                   |               |
|                                | Avda. Alcora (Mas Blau)                           |               |
|                                | Avda. Alcora (C/ Useras)                          |               |
|                                | Avda. Dr. Clará (Hospital Provincial)             |               |
|                                | República Argentina (Hospital Provincial)         |               |
|                                | República Argentina (Plaza Pintor Porcar)         |               |
|                                | Avda. Burriana, 4                                 |               |
|                                | Avda. Burriana, 22                                |               |
|                                | Avda. Chatellerault (Delante Farmacia)            |               |
|                                | COMISARÍA DE POLICÍA                              |               |